# Offese in scritti e discorsi pronunciati dinanzi alle autorità giudiziarie o amministrative
Le offese in scritti e discorsi pronunciati dinanzi alle autorità giudiziarie o amministrative nel diritto penale italiano non sono soggette a sanzione per effetto della specifica causa di non punibilità prevista dall'art. 598 del codice penale.
Quando riguardanti l'oggetto della causa (o del ricorso amministrativo) non sono perciò considerate sanzionabili eventuali espressioni normalmente ritenute offensive, se a pronunciarle è una delle parti o il suo difensore, sempre che ciò avvenga in corso di procedimento. Più precisamente, secondo un'interpretazione diffusa, le offese restano una condotta sempre antigiuridica, ma non punibile fintantoché il contesto in cui sono prodotte sia strettamente quello del contenzioso. Il principio sotteso è l'estensione all'ambito dibattimentale della previsione dell'art. 51 del codice penale, che esclude la punibilità dell'esercizio di un diritto.

## Giurisprudenza
Tale esimente non è stata considerata applicabile alle offese contenute in un atto di citazione, in quanto tale atto è prodromico all'instaurazione del procedimento.
In senso contrario si è pronunciata la Suprema corte nel 2001, rilevando come tale previsione normativa non sia altro che un'estensione dell'art. 51 c.p. e che, pertanto, è applicabile anche alle offese contenute nell'atto di citazione.

## Testi normativi
- Codice penale italiano